# Federico Augusto I di Oldenburg
Federico Augusto di Holstein-Oldenburg (Gottorp, 20 settembre 1711 – Oldenburg, 6 luglio 1785) è stato il figlio di Cristiano Augusto di Holstein-Gottorp e di Albertina Federica di Baden-Durlach, sposò Ulrica Federica Guglielmina d'Assia-Kassel da cui ebbe tre eredi.

## Biografia
Lo Zar Paolo I di Russia, ultimo Duca di Holstein-Gottorp, cedette le terre del Ducato alla Danimarca. La Danimarca unì quindi l'Holstein-Gottorp con l'Holstein-Segeburg, creando una nuova entità territoriale: lo Schleswig-Holstein. In cambio, la Danimarca avrebbe garantito allo Zar i territori del Ducato di Oldenburg. Lo Zar Paolo creò quindi per sé e per i propri eredi il titolo di Duca di Holstein-Oldenburg e il suo successore, quando egli vi rinunciò in favore dei diritti al trono di Russia (che occuperà alla morte della madre, Caterina), fu appunto il cugino Federico Augusto.

## Matrimonio
Federico Augusto sposò principessa Ulrica Federica Guglielmina d'Assia-Kassel.
La coppia ebbe tre figli:
- Pietro Federico Guglielmo, duca di Oldenburg (3 gennaio 1754 - 2 luglio 1823);
- Luisa Carolina (1756 - 1759);
- Edvige Elisabetta Carlotta (22 marzo 1759 - 20 giugno 1818).

Suo figlio, Pietro Federico Guglielmo, gli succedette col nome di Guglielmo.

## Ascendenza
|                                       |                              |                                                        | Genitori                                              |  |  | Nonni |  |  | Bisnonni                         |  |  | Trisnonni                           |  |
|                                       |                              |                                                        |                                                       |  |  |       |  |  | Federico III di Holstein-Gottorp |  |  | Giovanni Adolfo di Holstein-Gottorp |  |
|                                       |                              |                                                        |                                                       |  |  |       |  |  | Federico III di Holstein-Gottorp |  |  | Giovanni Adolfo di Holstein-Gottorp |  |
|                                       |                              | Augusta di Danimarca                                   |                                                       |  |  |       |  |  | Federico III di Holstein-Gottorp |  |  |                                     |  |
| Cristiano Alberto di Holstein-Gottorp |                              |                                                        |                                                       |  |  |       |  |  | Federico III di Holstein-Gottorp |  |  |                                     |  |
|                                       |                              | Maria Elisabetta di Sassonia                           | Giovanni Giorgio I di Sassonia                        |  |  |       |  |  |                                  |  |  |                                     |  |
|                                       |                              | Maria Elisabetta di Sassonia                           | Giovanni Giorgio I di Sassonia                        |  |  |       |  |  |                                  |  |  |                                     |  |
|                                       |                              | Maria Elisabetta di Sassonia                           | Maddalena Sibilla di Hohenzollern                     |  |  |       |  |  |                                  |  |  |                                     |  |
| Cristiano Augusto di Holstein-Gottorp |                              | Maria Elisabetta di Sassonia                           |                                                       |  |  |       |  |  |                                  |  |  |                                     |  |
|                                       |                              | Federico III di Danimarca                              | Cristiano IV di Danimarca                             |  |  |       |  |  |                                  |  |  |                                     |  |
|                                       |                              | Federico III di Danimarca                              | Cristiano IV di Danimarca                             |  |  |       |  |  |                                  |  |  |                                     |  |
|                                       |                              | Federico III di Danimarca                              | Anna Caterina del Brandeburgo                         |  |  |       |  |  |                                  |  |  |                                     |  |
| Federica Amalia di Danimarca          |                              | Federico III di Danimarca                              |                                                       |  |  |       |  |  |                                  |  |  |                                     |  |
|                                       |                              | Sofia Amelia di Brunswick e Lüneburg                   | Giorgio di Brunswick-Lüneburg                         |  |  |       |  |  |                                  |  |  |                                     |  |
|                                       |                              | Sofia Amelia di Brunswick e Lüneburg                   | Giorgio di Brunswick-Lüneburg                         |  |  |       |  |  |                                  |  |  |                                     |  |
|                                       |                              | Sofia Amelia di Brunswick e Lüneburg                   | Anna Eleonora di Assia-Darmstadt                      |  |  |       |  |  |                                  |  |  |                                     |  |
| Federico Augusto I di Oldenburg       |                              | Sofia Amelia di Brunswick e Lüneburg                   |                                                       |  |  |       |  |  |                                  |  |  |                                     |  |
|                                       | Federico VI di Baden-Durlach | Federico V di Baden-Durlach                            |                                                       |  |  |       |  |  |                                  |  |  |                                     |  |
|                                       | Federico VI di Baden-Durlach | Federico V di Baden-Durlach                            |                                                       |  |  |       |  |  |                                  |  |  |                                     |  |
|                                       | Federico VI di Baden-Durlach | Barbara di Württemberg                                 |                                                       |  |  |       |  |  |                                  |  |  |                                     |  |
| Federico VII di Baden-Durlach         | Federico VI di Baden-Durlach |                                                        |                                                       |  |  |       |  |  |                                  |  |  |                                     |  |
|                                       |                              | Cristina Maddalena del Palatinato-Zweibrücken-Kleeburg | Giovanni Casimiro del Palatinato-Zweibrücken-Kleeburg |  |  |       |  |  |                                  |  |  |                                     |  |
|                                       |                              | Cristina Maddalena del Palatinato-Zweibrücken-Kleeburg | Giovanni Casimiro del Palatinato-Zweibrücken-Kleeburg |  |  |       |  |  |                                  |  |  |                                     |  |
|                                       |                              | Cristina Maddalena del Palatinato-Zweibrücken-Kleeburg | Caterina di Svezia                                    |  |  |       |  |  |                                  |  |  |                                     |  |
| Albertina Federica di Baden-Durlach   |                              | Cristina Maddalena del Palatinato-Zweibrücken-Kleeburg |                                                       |  |  |       |  |  |                                  |  |  |                                     |  |
|                                       |                              | Federico III di Holstein-Gottorp                       | Giovanni Adolfo di Holstein-Gottorp                   |  |  |       |  |  |                                  |  |  |                                     |  |
|                                       |                              | Federico III di Holstein-Gottorp                       | Giovanni Adolfo di Holstein-Gottorp                   |  |  |       |  |  |                                  |  |  |                                     |  |
|                                       |                              | Federico III di Holstein-Gottorp                       | Augusta di Danimarca                                  |  |  |       |  |  |                                  |  |  |                                     |  |
| Augusta Maria di Holstein-Gottorp     |                              | Federico III di Holstein-Gottorp                       |                                                       |  |  |       |  |  |                                  |  |  |                                     |  |
|                                       |                              | Maria Elisabetta di Sassonia                           | Giovanni Giorgio I di Sassonia                        |  |  |       |  |  |                                  |  |  |                                     |  |
|                                       |                              | Maria Elisabetta di Sassonia                           | Giovanni Giorgio I di Sassonia                        |  |  |       |  |  |                                  |  |  |                                     |  |
|                                       |                              | Maria Elisabetta di Sassonia                           | Maddalena Sibilla di Hohenzollern                     |  |  |       |  |  |                                  |  |  |                                     |  |
|                                       |                              | Maria Elisabetta di Sassonia                           |                                                       |  |  |       |  |  |                                  |  |  |                                     |  |